# Lobelia iteophylla
Lobelia iteophylla är en klockväxtart som beskrevs av Cheng Yih Wu. Lobelia iteophylla ingår i släktet lobelior, och familjen klockväxter. Inga underarter finns listade i Catalogue of Life.